# Cầu Ampera
Ampera là một cây cầu mang tính biểu tượng của thành phố Palembang, tỉnh Nam Sumatra, Indonesia. Cây cầu này kết nối Seberang Ulu và Seberang Ilir, hai khu vực của Palembang. Mặc dù có kết cấu nâng nhưng hiện cầu không còn cho các phương tiện tàu thủy lớn đi qua.
Cây cầu được lên kế hoạch trong giai đoạn cầm quyền của tổng thống Indonesia đầu tiên, ông muốn có một cây cầu có thể nâng lên cho tàu lớn qua lại giống như Cầu nâng lên. Kinh phí để xây cầu được lấy từ tiền bồi thường chiến tranh của Nhật Bản, trong đó tập đoàn chế tạo ô tô Fuji chịu trách nhiệm thiết kế và xây dựng. Tuy nhiên, vào thời điểm đó, Nhật Bản chưa có cây cầu nào thuộc loại này, và Fuji thì không có kinh nghiệm xây cầu. Cầu được Bộ trưởng Quốc phòng, Trung tướng Ahmad Yani khánh thành vào ngày 30 tháng 9 năm 1965, chỉ vài giờ trước khi ông bị giết bởi các phần tử thuộc Phong trào Ngày 30 tháng 9. Đầu tiên, cây cầu có tên gọi là Bung Karno, theo tên vị tổng thống Sukarno, nhưng sau khi chế độ của ông bị lật đổ, cầu được đổi tên thành Ampera.
Trong vài năm sau khi khánh thành, nhịp cầu giữa có thể nâng lên 10 mét mỗi giây để cho những chiếc tàu có chiều cao lên đến 44,5m có thể qua lại bên dưới. Tuy nhiên điều này chỉ duy trì được trong một thời gian ngắn, và sau năm 1970 nhịp cầu không còn được nâng lên nữa. Lý do chính thức cho việc này là phải cần tới 30 phút để nâng cầu và điều này là không thế chấp nhận được, ngoài ra sự tích tụ bùn đất đã khiến cầu là chướng ngại vật không thể qua nổi đối với các tàu hàng cỡ lớn. Tuy nhiên, theo kiến trúc sư Wiratman, người tư vấn xây dựng cầu, thiết kế của cầu không hoàn thiện vì nơi xây cầu có thổ nhưỡng bùn mềm.

## Hình ảnh

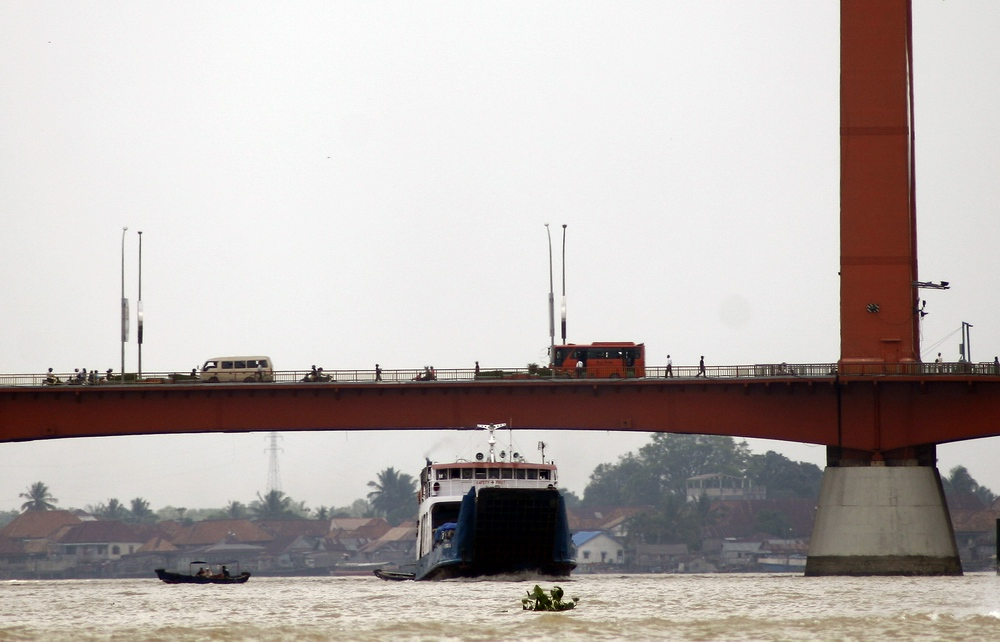